# 暦 (子役)
暦（れき、2010年5月3日 - ）は、日本の子役。ジョビィキッズ所属。

## 出演

### バラエティ
- みいつけた!（NHK Eテレ）なんかいっすーキッズダンサー[1]
- ムジカ・ピッコリーノ（NHK Eテレ）トット 役[1]
  - ムジカアカデミー入学案内
  - 第9シーズン（2021年4月 - 8月）
  - 第10シーズン（2022年4月 - 8月）
  - 最終回（2023年3月23日）

### ドラマ
- 猫侍 玉之丞 江戸へ行く（2016年2月、BSフジ） - 太郎 役[1]
- アライブ がん専門医のカルテ（2020年、フジテレビ）[1]
- 日本統一外伝 田村悠人（2021年、FOD）[1]

### 舞台・イベント
- 歌舞伎 浮かれ心中（2016年4月）近所の子供 役[2]
- FUJI ROOK FESTIVAL21 - トット 役[1][注 1]

### ラジオ
- FMシアター 最後の1人になるために（2018年10月27日、NHK-FM）[1][4]
- 青春アドベンチャー 北海タイムス物語（2019年2月、NHK-FM）[5]

### CM
- コナミデジタルエンタテインメント 遊☆戯☆王ラッシュデュエル（2022年）[1]

### その他
- 崎陽軒 - 長男 役[1]
- 日本赤十字社 防災・減災プロジェクト[1]